# مارلين ماكسويل
مارلين ماكسويل (بالإنجليزية: Marilyn Maxwell)‏ هي مغنية وموسيقية وممثلة أمريكية، ولدت في 3 أغسطس 1921 بكلاريندا في الولايات المتحدة، وتوفيت في 20 مارس 1972 ببيفرلي هيلز في الولايات المتحدة بسبب نوبة قلبية. بدأت مشوارها المهني سنة 1942.

## أعمال

### أفلام
- (1950) مفتاح المدينة

## وصلات خارجية
- مارلين ماكسويل على موقع IMDb (الإنجليزية)
- مارلين ماكسويل على موقع ميوزك برينز (الإنجليزية)
- مارلين ماكسويل على موقع أول موفي (الإنجليزية)
- مارلين ماكسويل على موقع قاعدة بيانات الأفلام السويدية (السويدية)
- مارلين ماكسويل على موقع إن إن دي بي (الإنجليزية)
- مارلين ماكسويل على موقع قاعدة بيانات الفيلم (الإنجليزية)
- مارلين ماكسويل على موقع كينوبويسك (الروسية)